# Culoarea magiei
Culoarea magiei (1983) (titlu original The Colour of Magic) este un roman fantasy umoristic al scriitorului Terry Pratchett, primul din seria Lumea Disc. Pratchett l-a descris ca fiind "o încercare de a face pentru universul fantasy ceea ce Șei în flăcări a făcut pentru genul western."

## Intriga
Personajul principal este incompetentul și cinicul vrăjitor Vânturache, care devine involuntar ghidul unui turist bogat și naiv din Imperiul Agatean pe nume Doiflori. Obligați să părăsească orașul Ankh-Morpork pentru a scăpa din calea unui incendiu devastator pornit de un barman care a înțeles greșit conceptul de asigurare despre care i-a povestit Doiflori, cei doi pornesc într-o călătorie pe Disc.
Deși ei nu știu acest lucru, călătoria lor este controlată de Zeii care joacă zaruri. Vânturache și Doiflori sunt controlați de Doamna, care joacă împotriva lui Zefir - zeul adierilor ușoare, Destinul și Offler, Zeul Crocodil, jocul fiind supervizat de Io cel Orb. Cei doi se înfruntă cu niște un trol de munte, fiind separați, ignorantul Doiflori ajungând la Templul lui Bel-Shamharoth, iar Vânturache într-un copac locuit de o nimfă. Aceasta încearcă să îl ucidă, dar Vânturache scapă și se reunește cu turistul. Împreună cu Hrun Barbarul, ei evadează din Templul lui Bel-Shamharoth Mâncătorul de Suflete, distrugându-l. În continuare, Hrun acceptă să călătorească alături de ei, apărându-i pe Doiflori și pe Vânturache în schimbul unei imagini eroice a lui din cutia magică cu imagini a lui Doiflori. 
Ei vizitează Wyermenberg, un munte cu susul în jos, devenit casă pentru dragonii care există doar în imaginație. Numele călăreților dragonilor au semne de punctuație în mijloc, o parodiere a seriei Dragonriders of Pern a Annei McCaffery. Ajunși aproape de locul în care apa se scurge peste marginea Discului, sunt salvați și duși în Krull, un oraș aflat pe Marginea Lumii Disc și locuit de vrăjitori hidrofobi. Krullienii vor să descopere sexul Marelui A'Tuin, țestoasa gigantică ce duce în spate Lumea Disc prin spațiu, motiv pentru care au construit o capsulă spațială pe care să o lanseze peste Margine. Pentru a obține bunăvoința Destinului în vederea acestei călătorii, ei vor să îi sacrifice pe Vânturache și Doiflori, dar cei doi, alături de trolul de apă Tethis fură capsula în încercarea de a scăpa, lansându-se de pe Disc.

## Structură
Culoarea magiei este unul dintre cele nouă romane ale Lumii Disc împărțit în capitole, celelalte fiind Piramide, Going Postal, Making Money și cele cinci cărți pentru copii, în special Uluitorul Maurice și rozătoarele lui educate și cele patru cărți din seria Tiffany Aching, Scoțidușii liberi, O pălărie plină de stele, Wintersmith și I Shall Wear Midnight.

## Adaptări

### Roman grafic
În 1992, Corgi a publicat un roman grafic, ilustrat de Steven Ross și adaptat de Scott Rockwell. Romanul grafic este împărțit în capitole, la fel ca și cartea, rămânând fidel materialului original prin faptul că e construit ca poveștile clasice barbare (în cazul de față, a la Red Sonja).
Diferențele semnificative dintre carte și BD sunt reprezentate de eliminarea unora dintre aventurile din Ankh-Morpork și Krull. De asemenea, în carte, călărețele dragonilor sunt descrise ca având sânii dezgoliți, așa cum obișnuiesc să apară femeile barbare în ficțiuni. În romanul grafic, femeile au sânii acoperiți. Romanul grafic a fost publicat în ediție hardcover împreună cu romanul grafic Lumină fantastică, sub titlul The Discworld Graphic Novels. (ISBN 9780061685965)

### Ecranizare TV
The Mob Film Company și Sky One a realizat o adaptare în două părți, combinând Culoarea magiei și Lumină fantastică, lansând-o de Paște în 2008. Rolul lui Vânturache a fost interpretat de David Jason, Doiflori de Sean Astin, iar Moarte de Christopher Lee (un rol pe care Lee l-a mai interpretat în serialele animate Soul Music și Wyrd Sisters).

### Jocuri pe calculator
Acțiunea a fost adaptată pentru un joc pe calculator apărut în 1986.